# Holthees
Holthees (dialect: Hôltus) is een dorp  in de gemeente Land van Cuijk, in de Nederlandse provincie Noord-Brabant. Het dorp vormt samen met het Limburgse dorp Smakt een gemeenschap. Op 1 januari 2023 telde het dorp 560 inwoners, verdeeld over 218 woningen, met een gemiddelde WOZ-waarde van € 398.000, op een oppervlakte van 3,57 km².

## Ontstaan van het dorpje
De naam Holthees werd voor het eerst aangetroffen in 1359. Het dorp is ontstaan rond een middeleeuwse kapel. De Mariakapel die nu nog steeds in het dorp te zien is dateert van de 16e eeuw. In vroeger tijden was Holthees een belangrijk militair steunpunt voor de verdediging van het Land van Cuijk.

## Ontstaan van de plaatsnaam
Het is een samenstelling van de Germaanse woorden hulta (hout) en hees (bos bestaande uit hoge bomen/struiken van één soort).

## Mariakapel
Deze kapel is een eenvoudig witgeschilderd gebouwtje met een dakruiter, waarin zich een klokje bevindt. In 1932 werd de kapel uitgebreid met een sacristie en in 1939 met twee traveeën.

## Oorlogsmonument
- Aan de Sint-Jozeflaan bevindt zich een monument ter nagedachtenis aan aan de slachtoffers van het bombardement op 30 september 1944, een abstract stalen kunstwerk van Jan M. Driessen, uit 1999.

## Natuur en landschap
Ten westen van Holthees stroomt het Afleidingskanaal, en daar weer ten westen van liggen de Overloonsche Duinen, een natuurgebied op een voormalige stuifzandrug. Ten oosten van Holthees ligt het Maasdal, waar veel tuinbouw te vinden is maar ook enkele kleine bospercelen zijn. In zuidelijke richting komt men in de provincie Limburg en daar bevindt zich Smakt.

## Verenigingen
- Voetbalvereniging VV Holthees-Smakt (opgericht in 1936, gezamenlijke club met het dorp Smakt)
- Vrouwenvereniging Holthees/Smakt

## Nabijgelegen kernen
Overloon, Smakt, Maashees, Vierlingsbeek